# 斎藤巍洋

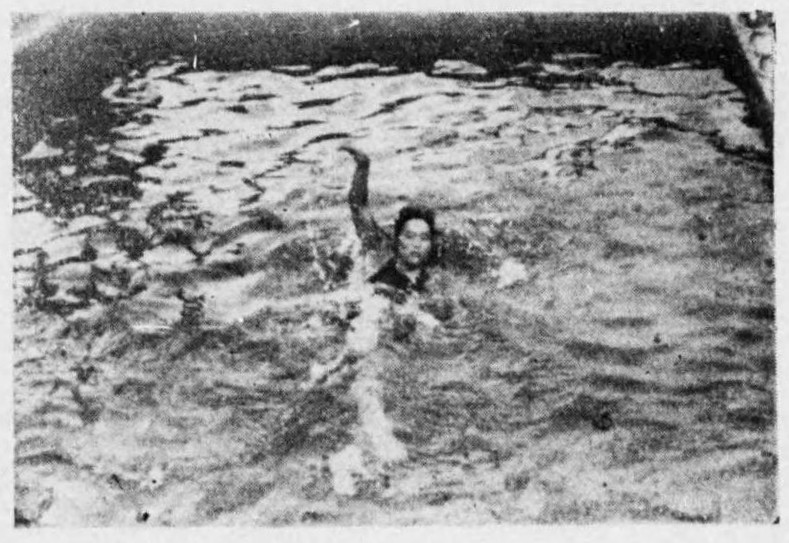
パリ遠征の途中に乗船した香取丸のプールで練習中の斎藤巍洋

斎藤 巍洋（さいとう たかひろ、1903年（明治36年）9月14日 - 1944年（昭和19年）9月5日）は、昭和時代戦前の競泳選手。1924年パリオリンピック日本代表。

## 経歴
大阪府に生まれる。岸和田中学校を経て、立教大学に入学。在学中、背泳ぎと短距離自由形で、何度か日本新記録を更新した。また、1924年パリオリンピックに日本代表として出場し、男子100m背泳ぎで6位に入賞した。ほか、1923年（大正12年）に開催された第6回極東選手権競技大会では100ヤード背泳ぎで優勝した。
1927年（昭和2年）大学を卒業して、大阪毎日新聞社に入社。運動部記者を務める傍ら、毎日の浜寺水泳学校の教師も務めた。
1934年（昭和9年）12月17日、ブラジルより請われ水泳コーチとして1年の契約期間で遠征し、現地で海軍生徒や関係者に日本独特の泳法を指導した。独特の練習法により海軍の選手達は著しい進境を示し、各新聞は筆を揃えてこれを絶賛した。
海軍体育会は、1935年（昭和10年）3月にサンパウロへ遠征し、サンパウロ水泳連盟と競技を行った。大会では海軍体育協会が全種目に選手権を独占して、大勝を博した。
帰朝後は、後進の指導に当たり、1940年（昭和15年）には遊佐正憲、葉室鐵夫を引き連れブラジルに遠征した。
太平洋戦争が勃発すると、1944年（昭和19年）8月17日、陸軍嘱託としてマニラ出向を命ぜられた。マニラ新聞社に籍をおいて軍報道部教育隊の遊泳訓練中にデング熱を原因とした肺炎に罹り、同年9月5日に急逝した。

## 著作
- 『スポーツ叢書』三省堂、1929年。
- 『新日本水泳術』三省堂、1934年
- 『水泳 : 其の本質と方法』欧文社、1942年。
- 『水泳』旺文社、1946年。